# Aleksandr Golubev
Aleksandr Vjačeslavovič Golubev (in russo Александр Вячеславович Голубев?; 19 maggio 1972) è un ex pattinatore di velocità su ghiaccio russo.

## Palmarès

### Olimpiadi
- Oro a Lillehammer 1994 nei 500 metri.